# Jókai-hármas

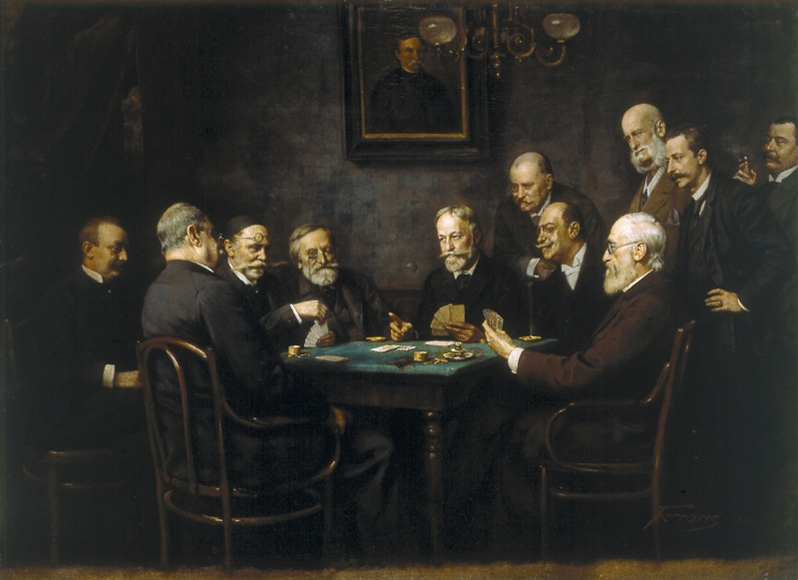
Ferraris Artúr: A történelmi tarokkparti

Ez az a legendás kártyajáték, ami tarokk (hármas tarokk, magyar tarokk) néven a századforduló irodalmában oly gyakran megjelenik, sőt az akkortájt leghíresebb tarokkozó kártyakompániát (Nedeczky István, Sváb Károly, Tisza Kálmán, Jókai Mór – „Ez a leghíresebb parti a klubban…” – írja Mikszáth) Ferraris Artúr festményen is megörökítette. A politikusoknak lényegében kötelező volt ismerni, de a társasági élet minden területén szégyennek minősült, ha valaki nem tudott részt venni egy spontán szerveződő tarokkpartiban. Jókai neve és a tarokk tehát jól összecseng, nem csoda hát, ha róla nevezték el e játékot „Jókai-hármas”-nak.

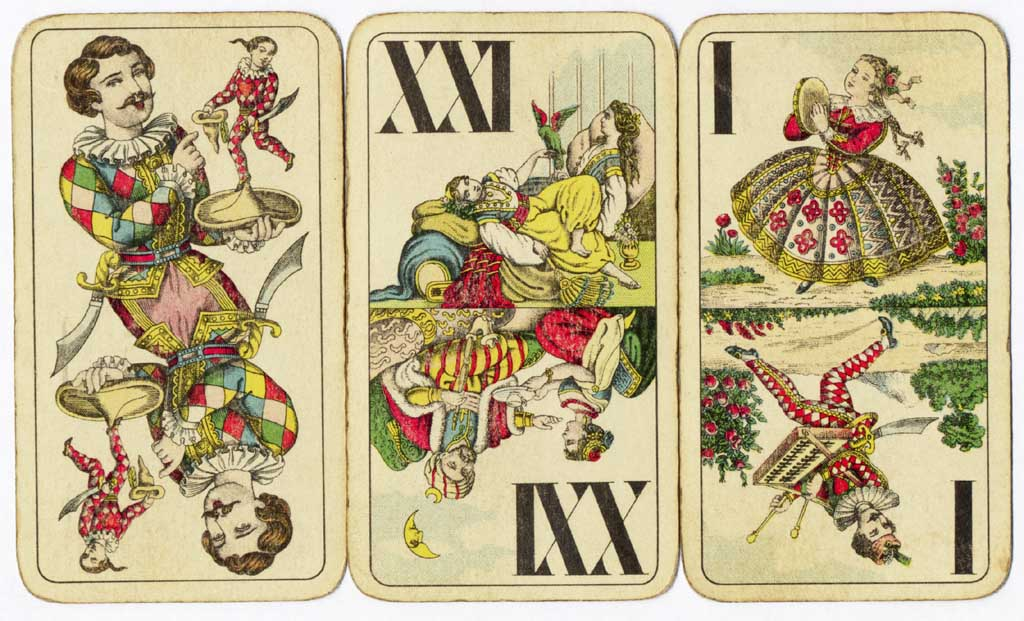
Skíz, huszonegyes, pagát

## Alapismeretek
A Jókai-hármashoz alapvetően három játékos is elegendő, és a felvevő egyedül „küzd meg” a másik két játékossal, akik érdekszövetséget alkotnak. Ennek ellenére a klasszikus hagyományok szerint négyen is játszhatják úgy, hogy a mindenkori osztó kimarad az aktuális partiból, és „együtt sír – együtt nevet” a felvevő ellenfeleivel (azaz annyit nyer, vagy veszít, mint azok).
A játékhoz 42 lapos tarokk-kártya szükséges. A csomag lapjai: 22 tarokklap római számokkal számozva I-től XXI-ig, illetve a legrangosabb a huszonkettedik tarokklap a bohócot ábrázoló, számozatlan „skíz” (az I-es tarokk neve „pagát”, a II-esé „sas”). A pagátot, a XXI-est és a skízt honőröknek nevezik. A tarokkok az állandó adu szerepét töltik be, azaz magasabb ütőerőt képviselnek, mint a színes lapok. A csomag további lapjai 20 darab színes lap négy színosztályba sorolva, minden színhez 5 lap tartozik. A négy szín: kőr, káró, treff, pikk. Az egyes színeken belül a következő lapok vannak: király, dáma, lovag, bubi, illetve kőr és káró színekben ász (egyes), treff és pikk színekben tízes. 

Megjegyzés: A boltban kapható kártyacsomag általában további színes lapokat tartalmaz; ezeket a játék megkezdése előtt ki kell venni a csomagból.
A színes lapok pontértéke (csökkenő ütőerő szerint): király = 5; dáma = 4; lovag = 3; bubi = 2; ász/tízes = 1. 

A tarokklapok pontértéke (csökkenő ütőerő szerint): skíz = 5; XXI = 5; XX-tól II-ig = 1; I = 5.
A lapok révén megszerezhető pontok tehát: tarokklapokból 34 pont; színes lapokból (4×15=) 60 pont, azaz összesen 94 pont. Mint látható, a magas ütőerejű tarokkok mindössze 34 pontot szolgáltatnak, a pontok nagy részét, 60 pontot a gyenge ütőerejű színes lapok hazavitelével szerezhetjük meg. Ez a tarokkjáték jellemző sajátossága: hogy a játékot a gyenge színes kártyák pontjai döntik el.
Továbbá ebben a játékban minden megszerzett ütés 2 ponttal csökkenti (!) az illető párt pontjait. Ez a skart tekintetében is így van (lásd ott), azaz a skart 6 lapja miatt 4 pontot kell levonni, illetve amikor a két párt 2:4 arányban osztoznak a skarton, akkor a felvevő pontjaiból 1, az ellenpárt pontjaiból pedig 3 pontot kell levonni. Tehát a 12 ütés és a skart révén az összes levonandó pontszám 28 pont.
A tarokkjátékok változatos pontszámítási módszerei között talán ez a legkülönösebb. Például a srómandli-nál egy „sima”, csak a megszerzett lapok pontértékére alapozott pontszámítás van érvényben, a trisák tarokknál a lapok pontjain túl a hazavitt ütések után is jár 1-1 plusz pont, de itt valami filozófiailag újjal szembesülünk. Ez a számítási mód azt díjazza, ha jelentős pontértékkel bíró lapokat minél kevesebb ütés révén szerezzük meg.
Ezeket figyelembe véve a maximálisan elérhető játékpontszám: 94-28 = 66 pont. Azaz az alapjáték megnyeréséhez minimum 34 pont szükséges.
A játék célja az alapjáték megnyerésével illetve a teljesített figurák és az ellenfél vállalásainak buktatása révén minél több eredménypont szerzése. 

Az osztást követő licitálás révén kiderül ki lesz a felvevő (azaz ki tartja legesélyesebbnek lapjait a küzdelem megnyerésére). Az alapjátékot akkor nyeri meg a felvevő, ha ütései révén a fent részletezett számítás figyelembevételével több pontot ér el, mint a szövetséget alkotó ellenpárt két játékosan közösen. Tehát a felvevőnek legalább 34 pontot kell elérnie (pont egyenlőség esetén a felvevő elveszíti az alapjátékot).
A játék pénzre játszható, a játékosok minden játszma végén kiegyenlítik tartozásaikat. Aki egyedül játszott, mindenkitől kap, ha nyert; és mindenkinek fizet, ha vesztett a játék fokozattól, a skartolástól, a bemondott figuráktól és a kontráktól függő összeget.

## Osztás
Az osztó a pakli első hat lapját leteszi az asztal közepére. Ez az úgynevezett skart (bizonyos esetben és módon lehet majd belőle lapokat cserélni). Ezt követően – a jobb oldali szomszédjánál kezdve jobb kéz felé haladva – hatosával kiosztja az összes lapot (háromfelé). Tehát mind a három játékos 12-12 lapot kap.

## Licitálás
Ahogy a pontszámítás, úgy a licitálás is más filozófiájú, mint más játékoknál megszokott, de mondhatni tipikus „tarokk”-licitálás. Ez a filozófia két alapvető tarokk-ismérvből következik. A tarokkban eleve adott az adu, tehát a licitálás ennek kiválasztását nem célozhatja, illetve az esetleges figurákat majd a felvevő mondhatja be (így a minél nehezebb játékelem vállalása sem lehet a licitálás rendező elve), aki pedig éppen a licitálás révén választódik ki. Milyen jelentéstartalma lehet tehát a licitálási fokozatoknak? Egyrészt a skartolás módja (mennyit és hogyan lehet cserélni); illetve, hogy az egyes játékosok – lapjaik és a többiek megszólalása (önbizalma) figyelembevételével – mennyire bíznak saját győzelmükben. És itt jutottunk el ezen licitálási forma lényegéhez. A játékosok egyfajta árverésszerű módon egyre magasabb díjakat, és rosszabb cserélési feltételeket vállalhatnak, hogy ők lehessenek a felvevők (ami érthető módon vonzó lehetőség, hiszen a felvevő jelentős előjogokkal bír, illetve előnyöket élvez). Mivel itt a játékosok nem bízhatnak a talon általi lényeges lapjavulásban (mint például az ultiban), és partnerük laperejére vonatkozólag sem várhatnak lényegi információkat (mint a bridzsben, vagy a repülő whistben), ezért ez a licitálási forma lényegét tekintve egyfajta versengésnek tekinthető. 

A felvevő egyedül játszik a szövetséget alkotó két társa ellen, illetve itt főként a tarokk lapok birtoklása jelenti az erőt (hiszen nem válhat elvileg akármelyik színből adu, mint például az ultiban), továbbá egyazon leosztásban nem lehet mindhárom játékosnak (saját lapjából látszó módon) győzelem esélyes lapja, sőt általában szigorú értelemben kettőnek sem. Ezek következményeként a felvevőségért való versengés nem tart örökké, sőt még túl sokáig sem (általában csak néhány nyilatkozat várható). Már csak azért sem, mert van egy mindent fölülmúló fokozat, a „szóló”, ami a cseréről való lemondás révén mindenképpen biztosítja bemondójának a felvevővé válást. Ennek megfelelően elegendő néhány (4-6) licitfokozat, és az egyes fokozatok között sokszor nincs is lényeges tartalmi különbség. A skartból cserélhető lapok száma, a cserélés módja, a talon megtekintése adja a különbséget. 

Voltak persze rengeteg licitfokozatot megengedő szabályváltozatok, de azoknál a játékoknál, melyeket tényleg tömegek játszottak, a racionalizálódási folyamat meghozta a várt eredményt. Így Jókai már egy jelentősen leegyszerűsödött licitálást ismertet mindössze 4 fokozattal, és ezek közül is az első három – skarttolás szempontjából – lényegében megegyezik egymással.
A licitálást az a játékos kezdi, aki először kapott lapot, ezt követően a játékosok jobb felé sorra nyilatkoznak. Mondhatnak licitfokozatot, vagy passzolhatnak. Aki passzol, többször nem szólhat bele az aktuális licitálásba. Ha valaki viszont nem akar passzolni, annak az előzőnél magasabb licitfokozatot kell mondani. A lehetséges licitfokozatok növekvő rangsorrendben: 1. első kettős; 2. második kettős; 3. harmadik kettős; 4. szóló.
Skarttolás és az alapjáték díja győzelem illetve bukás esetén a következőképpen alakul:

### Első kettős
Ha ez a fokozat a végleges, akkor a felvevő két lapot cserélhet a talonból. De 5 pontos lapokat nem szabad letennie. Az a két lap, amit visszatesz, a saját ütéseihez számít, illetve ezek révén még 1 pontot kell levonni a megszerzett lapok pont értékeiből (azaz ez a két lap egy fél ütésnek minősül).
A skart másik négy lapjából nem cserélhet senki (a lejátszás végéig lefordítva maradnak), de az ellenpárt ütéseihez számítanak, és révükön még 3 pontot kell levonni az ellenpárttól (azaz ez a négy lap másfél ütésnek minősül).
A kettősnél a skartolásnak összetett koreográfia van, miközben a felvevő sorra meg is nézheti a skart lapjait (hogy eldöntse a fölső, a középső, vagy az alsó kettőből cserél inkább), de ennek bukása esetén súlyos felára van.
Nézzük lépésenként:
1. A felvevő először megtekinti a skart felső két lapját. Ha ezeket elfogadja, akkor cserélhet, és a skartolás befejeződött. Ebben az esetben a skartolási indexe 1 (mert csak az első két lapot tekintette meg).
2. Ha a felvevő nem elégedett a skart felső két lapjával, azokat visszateszi, és megnézi a középső két lapot is. Ha ezeket megfelelőnek találja, akkor cserélhet, és a skartolásnak vége. Ebben az esetben a skartolási indexe 2 (mert az első és a második két lapot tekintette meg).
3. Ha itt sem áll meg (azaz nem cserél), okkor a középső kettőt letéve, megtekinti az alsó kettőt. Ha ezekből cserél, akkor vége a skartolásnak és az index 3 (mert már a harmadik két lapot nyitotta fel).
4. Még mindig joga van nem cserélni, ekkor visszatérhet ismét a felső két lapra, és ha ott megállapodik, akkor cserél, a licitálásnak vége, és az index 4 (mert már a negyedik két lapot nyitotta fel).
5. És ha eddig még nem, végezetül megállapodhat a középső két lapnál, ezekből cserél, és a sakrtolásnak itt mindenképpen vége, illetve a skartolási index 5.

Az első kettős díja:
- győzelem esetén a felvevő mindkét ellenfelétől kap 2+5=7 egységet;
- bukás esetén pedig mindkét ellenfelének fizet 2i+5 egységet, ahol „i” a skartolási index (azaz 2-nek az i-edik hatványához kell adni 5-öt, például ha a skartolási index 5, akkor 25+5=32+5=37).

A +5 az úgynevezett vigasztalás, erre a kontráknak nincs hatása (lásd ott).

### Második és harmadik kettős
Ezek a fokozatok lényegében megegyeznek az „első kettőssel”, a különbség mindössze a következő:
- második kettősnél a skartolást (illetve a skart kettesével való megtekintését) a középső két lapnál kell kezdeni és maximum öt váltás (válogatás) után, legkésőbb az alsó két lapnál lehet befejezni (középső, alsó, felső, középső, alsó);
- harmadik kettősnél a skartolást (illetve a skart kettesével való megtekintését) az alsó két lapnál kell kezdeni, és maximum öt váltás (válogatás) után, legkésőbb a felső két lapnál lehet befejezni (alsó, felső, középső, alsó, felső).

Ennek megfelelően a díjazás is ugyanúgy történik, mint az első kettősnél.
Kettőst mondani is csak erős lappal szabad, félig meddig jó kártyával csak két passz után érdemes. Ha első nyilatkozóként rossz lapjainkból ítélve attól lehet tartani, hogy valamelyik társunk szólót mondhat, illetve ultit játszhat, akkor politikus első kettőst mondani, hogy elbizonytalanítsuk az utánunk nyilatkozót.

### Szóló
Szóló esetében nem lehet a skartból cserélni (a lejátszás végéig megnézni sem), de a skart mind a hat lapja az ellenpárt ütéseihez számít. Ennek megfelelően még 4 pontot kell levonni az ellenpárttól (azaz ez a hat lap két ütésnek minősül).
A szóló díja:
- győzelem esetén a felvevő mindkét ellenfelétől kap 7+30=37 egységet;
- bukás esetén pedig mindkét ellenfelének fizet 7+60=67 egységet.

A +30, illetve +60 az úgynevezett vigasztalás, ezekre a kontráknak nincs hatása (lásd ott).
Szólót vagy nagyszámú magas tarokkokra vagy valamivel kevesebb, de királyokkal támogatott erős tarokkokra lehet mondani. Illetve Jókai szerint két király nélküli színnel vagy csak egy honőrrel szólót mondani nem egészséges.
A licitálásnak, akkor van vége, ha egy licitfokozatot bemondó játékos nyilatkozata után már csak passz hangzik el. A legmagasabb licitfokozatot bemondó játékos a felvevő.

## Bemondások
A felvevő a licitálás után, de a lejátszás előtt különböző figurákat mondhat be, ezt követően az ellenpáros tagjai egyszer nyilatkozhatnak, hogy akarják-e kontrázni az alapjátékot, és/vagy a bemondott figurákat. Másodszor csak a felvevő szólalhat meg, amennyiben rekontrával óhajt válaszolni az ellenpárt elhangzott kontráira.
Bár az ellenpáros tagjai nem mondhatnak be figurákat, de ha mégis teljesítik a valamelyiket („csendben”), akkor ezért díjazásban részesülnek, méghozzá mindketten (ebből a szempontból is szövetséget alkotnak). Illetve a felvevőnek is minden be nem mondott, de teljesített figura után díjazás jár.

### Figurák
1. Tarokkszám: 10-nél nagyobb számú tarokk bemondásáért a felvevőnek díjazás jár mindkét ellenfele részéről. 10 tarokk: 1 egység; 11 tarokk: 2 egység; 12 tarokk 3 egység.
2. Tulétroa: A három honőr hazavitelét jelenti. Bemondása esetén elbukja a felvevő, ha csak egy honőr is hiányzik. Díja: 2 egység (csendben: 1 egység).
3. Négy király: A négy király hazavitelét jelenti. Bemondása esetén elbukja a felvevő, ha csak egy király is hiányzik. Díja: 2 egység (csendben: 1 egység).
4. Pagátultimó: Az utolsó ütés pagáttal (I-es tarokk) való hazavitelét jelenti. Bemondása esetén akkor is elbukja a felvevő, ha nem a pagáttal viszi haza az utolsó ütést. Továbbá a felvevőnek (pagátultimó esetén) kötelező bemondania tarokkszámát (akár mennyi is van). 
Díjazása:
  - győzelem esetén a felvevő mindkét ellenfelétől kap 2+15=17 egységet (csendben 2 egység);
  - bukás esetén pedig mindkét ellenfelének fizet 2+30=32 egységet.

A +15, illetve +30 az úgynevezett vigasztalás, ezekre a kontráknak nincs hatása (lásd ott).
Megjegyzés: Ha az ultimó úgy bukott el, hogy a pagátot is elfogta az ellenfél, akkor természetesen azért további díjazás jár!
1. XXI fogás: Az ellenfélnél lévő XXI-es hazavitelét (elfogását) jelenti. Díja: 2 egység (csendben 1 egység);
2. Pagát fogás: Az ellenfélnél lévő pagát hazavitelét (elfogását) jelenti. Díja: 2 egység (csendben 1 egység);
3. Volát: Mind a 12 ütés hazavitelét jelenti. Bemondása esetén elbukja a felvevő, ha csak egy ütést is az ellenpárt visz haza. Ha a felvevő elbukta a volátot, akkor az alapjátékot is vesztetnek kell tekinteni. Díja: 10 egység (csendben 5 egység).

Minden olyan esetben, amikor külön nincs megadva, a felvevő, győzelem esetén mindkét ellenfelétől kap, illetve bukás eset mindkét ellenfelének fizet a "díj" szerinti összeget. Ez a helyzet a felvevő által csendben teljesített figurák vonatkozásában is, illetve az ellenpárt által teljesített csendes figurák esetében is mind kettőjüknek fizet a felvevő.

### Kontrák
Az alapjátékot, és a bemondott figurákat az ellenpárt valamelyik játékosa (nyilván csak az egyik) kontrázhatja, illetve erre a bemondó rekontrával válaszolhat. Ez esetben a díjak kétszereződnek, illetve négyszereződnek. Ez alól kivételt képeznek a "vigasztalási" díjegységek, mert ezekre nem vonatkoznak a kontrafokozatok többszöröző hatásai. Pl.: Kontrázott, rekontrázott és megnyert szóló játék esetén a felvevő mindkét ellenfelétől kap 28+30=58 egységet, ugyanez elbukva 28+60=88 egység mindkét ellenfélnek.

## Lejátszás
Ez első hívás joga az osztó jobb oldali szomszédjáé (aki először kapott lapot). Ezután mindig az hív ki, aki az előző ütést hazavitte. Színre mindig színt kell adni, illetve tarokkra tarokkot. Továbbá úgynevezett adukényszer van, azaz ha egy bizonyos színből nincsen akkor kötelező tarokkal ütni, ha az van. Ha az sincs, akkor bármilyen lap adható. Felülütési kényszer nincs!!! Az ütéseket minden játékos saját maga gyűjti, az utolsó ütést bárki megnézheti, de a többit a lejátszás végéig senki (tulajdonosa sem).

## Elszámolás
A lejátszás végeztével meg kell állapítani, hogy a felvevő teljesítette-e az alapjátékot, a bemondott figurákat, illetve, hogy kinek vannak „csendes” teljesítései. Ezt követően a vesztes(ek) mindjárt kiegyenlítik a tartozást. Az alapjáték és a figurák teljesítésének feltételeit és a fizetés módját lásd ott. Kontra, illetve rekontra esetén kétszerezett, illetve négyszerezett egységekkel történik az elszámolás (kivételt képeznek az úgynevezett vigasztalási díjegységek).